# Volvo B6
Volvo B6/B6LE — шасси, на котором строили свои автобусы различные автопроизводители, выпускавшееся шведским автопроизводителем Volvo Bussar в период с 1991 по 1999 год.

## Volvo B6
Предсерийная серия из примерно 30 (или более) шасси была произведена дочерней компанией Volvo Steyr Bus GmbH в австрийской столице Вене. Однако, это не относится к серийному производству, поскольку Volvo перенесла его в Шотландию. Большинство предсерийных единиц было построено в качестве автобусов, девять из них были доставлены в Соединённое Королевство.
В марте 1993 года началось серийное производство B6 в Шотландском Ирвине. Из-за плохих продаж B6-45 в Великобритании в 1995 году, было произведено всего 14 таких единиц. Последний из автобусов был доставлен в Посольство России в Великобритании в 1998 году, через год производство было заморожено.
В Азиатско-Тихоокеанском регионе Volvo B6 был известен как Volvo B6R.

## Volvo B6LE
B6LE до 1995 года был предназначен только для эксплуатации в странах с правосторонним движением, позднее появилась версия для эксплуатации в странах с левосторонним движением. В 1997 году шасси B6LE вытеснило с конвейера шасси B6. С 1999 года на смену шасси B6LE пришло шасси B6BLE.
В Азиатско-Тихоокеанском регионе Volvo B6LE был известен как Volvo B6RLE.